# Oamaru
Oamaru je novozélandské město v regionu Otago na Jižním ostrově. Město se rozkládá na pobřeží Tichého oceánu a je centrem distriktu Waitaki. Oamaru se nachází zhruba 80 km jižně od Timaru a 120 km severně od Dunedinu, s oběma městy je spojuje dálnice SH 1 a železnice Main South Line. K 30. červnu 2011 mělo město podle odhadu 12 800 obyvatel.